# Noc s Hamletem
Noc s Hamletem je reflexivní a meditativní lyrickoepická báseň Vladimíra Holana, jež byla poprvé uvedena v recitaci s hudebním doprovodem v Poetické kavárně Viola v listopadu 1963. Časopisecky vyšla v březnu 1964 v Plameni a knižně s doslovem Oldřicha Mikuláška na konci téhož roku. Jedná se o temné, tragické dílo zkoumající otázky lidského bytí, smrtelnosti, lásky a umění. Báseň vyvolala u části kritiky nadšené ohlasy, jiní kritici ji přijali spíše chladně.

## Vznik díla
Noc s Hamletem byla napsána mezi lety 1949–1962. Sám Vladimír Holan tuto dobu popsal jako nejkrutější léta svého života: „Ve své šílené samotě měl jsem dobré uzemnění, abych přijal a prožil všechny tehdejší hrůzy.“ Po poválečném optimismu přišla po převratu v roce 1948 pro Holana doba vystřízlivění při perzekuci některých z jeho básnických přátel, která skončila nemožností publikovat. Holan se uchýlil do izolace na Kampě, odkud vycházel velice zřídka a žil zde ve svém vnitřním světě zklamán společenským vývojem. Narození postižené dcery a zdravotní problémy přinášely do tvorby další temné tóny. Noc s Hamletem je snovým básnickým rozhovorem s jednou z nejtragičtějších Shakespearových postav – Hamletem, a ten byl básníkem zvolen proto, že by byl jako jediná Shakespearova postava schopen vytvořit jeho díla. Noc s Hamletem byla sepsána na různé papíry a ústřižky, Holan ji postupně slepoval jako leporelo. Noc s Hamletem byla poprvé knižně vydána na konci roku 1964, v roce 400. výročí narození Williama Shakespeara“.
| „                | „Tím větší báseň, čím větší básník, nikoliv obráceně!“ dodal a pokračoval: „A jsi už velký básník, ptáš-li se, s kým se zatratit... Umění jako dílo, abys nezpyšněl... Říkám ti, že umění je nářek, něco pro někoho, nic pro všechny, neboť už tím, že doufáš, jsi v budoucnosti... Stále nás něco přesahuje, protože i láska je jenom část naší jistoty... atonální harmonie.“ | “ |
| — Vladimír Holan | |   |

## Obsah díla
Holanova báseň je zasazena do prostředí „noci“, která se stává jedním z nejsilnějších motivů v celém pásmu. Noc je pro básníka metafyzická, je temným a osudovým prostředím plným legend, mýtů a balad. Noc, která člověka přežije a pohltí. Dílem provázejí čtenáře čtyři básnici: William Shakespeare, Hamlet, Orfeus a básník-vypravěč. Jejich promluva působí jako dialog, ale většina kritiků se shoduje, že Noc s Hamletem je monologem, protože je tvořena jedním tvůrčím vědomím. Do rozhovoru mezi Holanem a Hamletem je vložen příběh o Orfeovi a Eurydice, který symbolizuje nejhlubší a nejčistší lásku. Lásku, která je „projevem nejhlubšího bytí a absolutní vzájemné oddanosti dvou partnerů“. Místem děje by mohla být Holanova Kampa, kde autor v době psaní pobýval, ale i v básni zmiňovaná „casa del poeta trágico“ (tzv. dům tragického básníka, hrad Elsinor, kde se střetává Shakespearův a Hamletův svět). Dalšími výraznými tématy v básni jsou konečnost, věčnost, smrtelnost, umění, dětství a děti, sex a láska, mateřství, manželství, milenci a svoboda. Odborníci dokonce tvrdí, že se jedná o polemiku s dobou, ve které Holan žil, a s krutostí režimu, kterým byl zklamán, například v motivu „zdi“ nebo v motivu „práce“ s heslem „Kdo nepracuje, ať nejí!“. Myšlenkou, která z textu intenzivně vyplývá, je naprosté vědomí smrtelnosti člověka a zároveň zázračná neopakovatelnost života a vášnivá touha po svobodě.
| „                | I kdyby nebylo Boha, i kdyby nebylo lidské duše, i kdyby duše byla, ale byla smrtelná, i kdyby nebylo zmrtvýchvstání, i kdyby nebylo pak už nic, opravdu nic, moje, stejně jako tvoje účast na takové komedii byla by zas jen soucitem, soucitem s žitím, které je jenom dech a žízeň a hlad a páření a nemoc a bolest… | “ |
| — Vladimír Holan | |   |

## Přijetí a interpretace
Vladimír Justl, který Holanovu Noc s Hamletem zrežíroval v pražské Viole, okamžitě reagoval následujícím způsobem:
| „                | Noc s Hamletem je báseň syntetická, základní dílo pro pochopení umělcova světa, jeho interpretace skutečnosti a jeho poetiky. Jedna z nejmohutnějších básní, jaké česká poezie má, báseň, která si přes století podává ruku s Máchovým Májem. | “ |
| — Vladimír Justl | |   |

Justlova slova jsou velmi povzbudivá, řada tehdejších kritiků se k nim připojila a Noc s Hamletem velmi ocenila. Dodnes se ale vedou interpretační spory a literární kritici a historici nejsou schopni sjednotit své teze. Noc s Hamletem je chápána jako „moderní tragédie člověka tvořená bohatým sledem obrazných pojmenování, přirovnání, rčení i samostatných dějů“, jako „podivná koláž“ a „rozlehlá skladba“. Nejedná se o „epický tvar, ale o dramatické napětí vložené do básníkových úvah, které jsou strmé, prudké a náročné“.
Někteří kritici Holana ale dodnes vnímají spíše negativně, a to kvůli jeho předchozím dílům jako je Dík Sovětskému svazu nebo Rudoarmějci. Jedním z nich je i Václav Černý, který tvrdil, že Holana nepovažuje za velkého básníka a jeho hloubku mu nevěří. Jiří Opelík ale jeho slova spíše vyvrací a argumentuje tím, že Černý Holana zkrátka neměl příliš v oblibě.

## Představení ve Viole
Poprvé byla Noc s Hamletem v režii Vladimíra Justla uvedena ve Viole v předpremiéře 18. listopadu 1963. Verše a dialogy přednášeli Dagmar Sedláčková, Miroslav Doležal a Radovan Lukavský, hudbu složil a na klavír hrál Marek Kopelent. Pořad měl do roku 1988 148 repríz. Holan se poté stal kmenovým básníkem Violy, která uvedla čtrnáct dalších jeho textů v dramatické úpravě ve 219 představeních (a na 53 zájezdech). V roce 1968 byla gramofonová nahrávka Noci z Hamletem z Violy zařazena do souboru Moderní české a slovenské sbírky II.

## Překlady
První překlad byl do italštiny od Angelo Maria Ripellino v roce 1966 (Una notte con Amleto). Do francouzštiny přeložil Noc s Hamletem v roce 1968 mladý stipendista Dominique Grandmont (při překladu pobýval v Řecku, odkud vedl s básníkem korespondenci). V roce 1970 vyšel španělský výbor Una noche con Hamlet y otros poemas v překladu Guillerma Carnera. V angličtině vyšla celá Noc s Hamletem v překladu Jarmily a Iana Milnerových v roce 1980, rok před tím byla vysílána v rozhlasové stanici ABC Australia.